# 竜王 (ドラゴンクエスト)
竜王（りゅうおう）は、スクウェア・エニックスのコンピュータゲーム『ドラゴンクエストシリーズ』に登場する架空のキャラクター。

## 概要
青い体で紫のローブを着た魔法使いのような外見だが、これは仮の姿であり、正体は紫の鱗の巨大なドラゴンである。なお、体色については、鳥山明の原画およびリメイク版では紫だが、『ドラゴンクエスト』パッケージイラストおよび、ファミリーコンピュータ版のゲーム画面では水色。
ゲーム本編では明言されていないが、小説版や漫画『ドラゴンクエスト列伝 ロトの紋章』においては、『ドラゴンクエストIII そして伝説へ…』に登場する竜の女王が最期に遺した卵から生まれた子供であるとされている。
『ドラゴンクエスト』が発売される前の『週刊少年ジャンプ』の記事で「ドラゴンロード」としてその姿が掲載されていた。

## 竜王の登場する作品
呪文についての詳細はドラゴンクエストシリーズの呪文体系を参照。

### ゲーム作品

#### ナンバリングタイトル
ナンバリング作品の中でも、特にロトシリーズにおいて重要な役割を担うキャラクターである。
ドラゴンクエスト
最終ボスとして登場。竜王が最初に登場した作品である。ラダトームの城を部下に襲わせ、世界を恐怖に陥れる。『III』における大魔王ゾーマの城があった場所に新しく城を建て、そこに住んでいる。
戦闘直前に勇者に「自分の味方になれば世界の半分をやろう」と誘いかけてきて、ファミリーコンピュータおよびMSX版では乗せられてしまうと、復活の呪文を教えられてバッドエンドになる。この復活の呪文を入力すると、持ち物を全て失いお金と経験値も0となった状態で再開し、事実上それ以上の進行が困難になる。リメイク版では単なる夢オチにとどまり、うなされて宿屋で目覚めた後にそのまま何の被害もなく進行できる。
最初に戦うのは魔導士の姿だが、倒すと真の姿を現しドラゴン形態の竜王と戦うことになる。攻撃方法は、魔導士形態のときはファミリーコンピュータ版では「ベギラマ」と「マホトーン」の呪文を唱える。リメイク版『ドラゴンクエストI・II』では「マホトーン」の代わりに「ラリホー」と「ベホイミ」の呪文を唱える。いずれのバージョンにおいてもドラゴン形態では激しい炎を吐き、呪文は使わない。
ドラゴンクエストII 悪霊の神々
前作と同じ場所に竜王の曾孫を名乗るキャラクターが、人間形態の竜王と同じ姿で登場する。戦闘になることはなく、主人公の敵対者であるハーゴンを憎む思いから一行に助言を与える。ゲームブック版では、戦闘で召喚されて主人公の援軍を務める。ハーゴン撃破からエンディング（ローレシア城に帰る）までの間に彼に会いに行くと、ハーゴンを倒した主人公たちを讃え、先祖の因縁を捨てて友人になろうと誘ってくる。
ドラゴンクエストVIII 空と海と大地と呪われし姫君
自身は登場していないが、ボスキャラクター「竜神王」の形態の一つである「永遠の巨竜」がドラゴン形態とほぼ同じ姿をしており、「竜王は輪廻のごとく姿を変える」という解説も存在する。
ドラゴンクエストIX 星空の守り人
ロトシリーズと世界観は異なるが、条件を満たすと、隠しボスとして登場する。最初からドラゴン形態で、話しかける際の台詞は咆哮のみ。激しいブレスや痛恨の一撃など、屈指の攻撃力を持つ。なおドラゴン系ではなく???系である。
ドラゴンクエストX 目覚めし五つの種族 オンライン
2016年8月2日から12月7日までの期間限定で開催されるドラゴンクエスト30周年記念イベント「竜王城の決戦」に登場。マップ上では人間形態だが、戦闘開始と同時にドラゴン形態に変身する。2020年6月17日から6月28日までの期間に新要素、アイテムを加え再演、その後2022年5月18日から5月29日と2024年5月15日から5月27日の期間にも新アイテム、家具を加えて再演した。
2023年12月25日から2024年1月14日までレクスルクスの楔内での期間限定で開催される「伝説の宿敵たち」ではファミコン色に近いカラーでより強力なパワーと技を持って登場。2024年8月30日から9月17日までの期間に新アイテムを加え再演、2025年3月17日から4月6日までの期間にも再演した。

#### モンスターズ
派生キャラクターが登場するほか、第1形態と第2形態が別キャラクターとして扱われることがあるなど、「竜王」に似た別のキャラクターとなっている。
ドラゴンクエストモンスターズ テリーのワンダーランド
 ????系モンスターの「りゅうおう」として登場。ボスとして戦闘する他、味方として使用できる。魔法使いの時と、ドラゴンの時のりゅうおうは別々のモンスターとして扱われ、魔法使いからドラゴンに変身することはできないが、「ドラゴラム」の呪文を覚える。また、竜王に限らず本作で「ドラゴラム」を使ったキャラクターは変身後の竜王と同じ姿になる。
ドラゴンクエストモンスターズ2 マルタのふしぎな鍵
前作同様配合によって生み出すことができる他、「しん・りゅうおう」が新たに追加された。
ドラゴンクエストモンスターズ キャラバンハート
この作品では『ドラゴンクエストII』の数百年後を描いており、竜王の亡霊が登場する。また、二回目のエンディング後に入ることができる竜王の城にて、ロトに倒された怒りで暴走した状態で戦闘を挑んでくる。オーブのダンジョンにも登場する。
ドラゴンクエストモンスターズ ジョーカー
第2形態がドラゴン系SSランクのモンスターの「りゅうおう」として登場。特殊な配合で生み出すことができる。
ドラゴンクエストモンスターズ ジョーカー2
『テリーのワンダーランド』同様、第1形態と第2形態が別々のモンスターとして扱われている。以後の作品では第1形態が平仮名表記の「りゅうおう」、第2形態が漢字表記の「竜王」となっている。
ドラゴンクエストモンスターズ2 イルとルカの不思議なふしぎな鍵
しん・りゅうおうが新規デザインで超Gサイズモンスターとして再登場し、狭間の闇の王の配下として暗躍する。特殊配合で生み出すこともできる。
ドラゴンクエストモンスターズ ジョーカー3
第2形態のみ「竜王」として登場したが、プロフェッショナル版では人型としん・りゅうおうも登場。

#### モンスターバトルロード
ドラゴンクエスト モンスターバトルロード
第三章以降の大魔王としてドラゴン形態が登場。「闇の覇者」という肩書を持つ。外見は『ドラゴンクエストVIII 空と海と大地と呪われし姫君』の永遠の巨竜に類似したものになっている。
ドラゴンクエスト モンスターバトルロードII
第二章、第三章の魔王・大魔王として登場。前作『モンスターバトルロード』に引き続き、ドラゴン形態が大魔王として登場することに加え、本作ではかりそめの姿である人間の姿も魔王として登場。「悪の化身」の肩書を持つ（若干、外見は手直しされている）。条件を満たすと赤い目をしたドラゴン形態の「真・竜王」が登場する。
ドラゴンクエスト モンスターバトルロードIIレジェンド
『レジェンドクエストI』に、上記と同様の人間形態が魔王として、ドラゴン形態が大魔王として登場。クリア後に再挑戦すると「真・竜王」が登場することがある。また、高得点を取ってクリアすると、特定の条件下でドラゴン形態をプレイヤーとして使用できるようになる。レジェンドシリーズ第3章『逆襲の魔王』では竜王人間体のカードが登場し、それをスキャンすると人間体を使用できるようになる。最終章『勇者たちの挑戦』では竜王ドラゴン形態のカードが登場、スキャンするといきなりドラゴン形態と戦えるようになり、勝利すると真・竜王とも戦える。2人プレイで開始する場合は（レジェンドクエストの成績に関係なく）プレイヤーとしてドラゴン形態を使用できるようにもなる。
ドラゴンクエスト モンスターバトルロードビクトリー
引き続き、人間形態とドラゴン形態の双方が登場。大会モードで一度も優勝していない場合、アーケードモードで最初に戦う魔王・大魔王となる。

#### いただきストリート
ドラゴンクエスト&ファイナルファンタジー in いただきストリートSpecial
対戦相手の1人として登場。ファイナルファンタジーシリーズのキャラクターと共演。プレイヤーキャラクターとしても使用できる。尊大ながらもコミカルな台詞が特徴的。
いただきストリートDS
対戦相手の1人として登場。マリオシリーズのキャラクターと共演。
いただきストリートWii
『いただきストリートDS』同様、対戦相手の1人として登場。ただし、姿は『バトルロード』に準拠している。

#### その他
剣神ドラゴンクエスト 甦りし伝説の剣
この作品は、第1作『ドラゴンクエスト』とストーリーがほぼ同一であるため、同様の設定でラストボスとして登場する。会った時の会話時は魔法使いの姿だが、戦闘時には魔法使いの姿とは戦わず、いきなりドラゴン形態との戦闘となる。炎や魔法弾の攻撃が激しく、攻撃・防御共に熟練しないと勝利は難しい難敵となっている。
ドラゴンクエスト モンスターパレード
たんけんスカウトのおやぶんの洞くつで、ごくまれに仲間にできる。人間形態とドラゴン形態の両方が登場し、ドラゴン形態の強化版である闇の覇者・竜王も登場している。
シアトリズム ドラゴンクエスト
人間形態、ドラゴン形態両方が登場。本作では外見がデフォルメされている。
ドラゴンクエストビルダーズ アレフガルドを復活せよ
本作は『ドラゴンクエスト』の主人公であるロトの血を引く勇者が竜王の誘いにのってしまったために、闇に包まれたアレフガルドが舞台となる。また、本作では分身であるりゅうおうの影も登場する。
ドラゴンクエストヒーローズII 双子の王と予言の終わり
ダウンロードコンテンツで配信される宝の地図で戦える。最初は人間形態だが、戦う時はドラゴン形態になる。強化版に竜王・強と竜王・極がいる。
ドラゴンクエスト モンスターバトルスキャナー
第一章から人間、竜形態が登場。
ドラゴンクエスト ライバルズ
ユニットカード「りゅうおう」、「悪の化身りゅうおう」として登場。
前者は死亡時にドラゴン形態として復活する。後者は世界の半分の二択を迫り、相手が「はい」を選ぶと戦闘に勝利する。

### 漫画作品
ドラゴンクエスト列伝 ロトの紋章
この作品の大ボスである異魔神に仕え、竜兵団を率いる魔王の一人として「竜王」が登場する。この作品は『ドラゴンクエストIII そして伝説へ…』から100年後の世界であり、この竜王は『ドラゴンクエストIII』に登場し、勇者ロトに光の玉を授けた竜の女王の子供である。本来は世界を守護する善なる存在であったが、呪われた名を付けられたことで悪に歪められていた。ドラゴン形態は理性を無くしたことによる暴走状態とされている。作品中では鎧を着込んだ戦士的な姿だが、最終回では『ドラゴンクエスト』の竜王と同じ衣装を纏っている。
ドラゴンクエスト列伝 ロトの紋章 〜紋章を継ぐ者達へ〜
『ロトの紋章』の続編であるため、設定などは上記に准じる。目立った行動は見せていない。
ドラゴンクエストモンスターズ+
「りゅうおう≒」と「竜王」の2体が登場する。
「りゅうおう≒」は『モンスターズ』における配合に類似した「邪配合」と呼ばれる秘術により人為的に生み出されたモンスター。作中、姿や能力を取り繕っただけで「肝心の中身が無い」と酷評された。
「竜王」は第1作『ドラゴンクエスト』の世界に酷似した異世界に君臨する『ドラゴンクエスト』に登場する本来の竜王に近い存在である。「りゅうおう≒」を一撃で噛み殺し、また竜族の王としての貫禄を見せ付けるなど、配合で生まれた物と『ドラゴンクエスト』で勇者が戦った「本物」との格の違いが示されている。
DQI秘伝 竜王バリバリ隊
ゲームシリーズ第1作目をモデルとしたストーリーであるため、同様にアレフガルド征服を目論む魔王として登場。だが実は、漫画オリジナルキャラクターである彼の姉「竜貴妃」に頼りっぱなしの弱虫な性格であり、実際のところは彼女の案を実行する「表向きの指導者」である。竜貴妃の存在は極秘であり、部下の前では「厳格な指導者」を演じている。
この作品では竜貴妃が敵役であるため、冒頭でわずかに姿を見せるのみである。

### その他
- ドラゴンクエスト ファンタジア・ビデオ - 実写映像作品。演者は庵野秀明、大橋豊[11]。

## 竜王を演じた役者
- 加藤精三（『CDシアター ドラゴンクエストI』。また、『CDシアター ドラゴンクエストII』の「竜王の血族」も担当）
- 山口健（『ドラゴンクエスト列伝 ロトの紋章』コミックCD）
- 北大路欣也（『ドラゴンクエストモンスターズ スーパーライト』CM[12]）
- 大塚芳忠（『ドラゴンクエスト ライバルズ』『ドラゴンクエストX』[13]）